# San Vicente de la Barquera
San Vicente de la Barquera és un municipi de Cantàbria. Situada a la comarca de la Costa Occidental, limita amb el mar Cantàbric i els municipis de Valdáliga, Herrerías i Val de San Vicente. El turisme és la seva principal activitat econòmica. El 80% del terme municipal pertany al Parc Natural d'Oyambre i gaudeix d'una especial protecció regulada per la Comunitat Autònoma de Cantàbria a conseqüència del seu valor paisatgístic i ecològic.

## Història
Existeixen evidències de poblament humà des de la Prehistòria. En concret, han quedat petjades de l'Edat del Bronze, com el jaciment megalític del Barcenal. Es creu que aquí van habitar els càntabres orgenomescos. S'ha identificat a San Vicente amb el Portus Vereasueca dels romans.
En l'Alta Edat mitjana, aquest territori va ser repoblat per Alfons I a mitjans del segle viii. Es va construir llavors el castell, i al voltant d'ell va anar creixent la vila. El període d'auge econòmic de San Vicente es desenvolupa a partir de 1210. El 3 d'abril d'aquest mateix any Alfons VIII de Castella va atorgar a San Vicente de la Barquera privilegi de villazgo, concedint-li el mateix fur que a Sant Sebastià. Va ser l'última de les «Quatre Viles de la Costa» —Castro Urdiales (1163), Santander (1187), Laredo (1200) i la mateixa Sant Vicent de la Barquera— a la qual Alfons VIII va atorgar fur, configurant-se com a del patrimoni reial. L'auge va ser possible gràcies al comerç marítim i els drets de pesca. De 1330 daten les primeres normes de la confraria de mariners. Encara que a mitjans del segle xv va entrar en decadència, per una sèrie d'incendis i epidèmies. En el segle xvi, el futur Carles I d'Espanya va visitar la vila quan anava de camí a l'altiplà, per a ser nomenat monarca. Amb el motiu de la seva visita es va preparar una correguda de toros. Allí va emmalaltir i va haver de passar la nit en el convent de San Luis.
San Vicente de la Barquera va formar part del corregiment de les Quatre Viles de la Costa de la Mar i capital de la germanor de les Quatre Viles de la Mar. Va participar en les Juntes de Puente San Miguel, intervenint en la formació de les Ordenances de la província de Cantàbria (1779). Es va constituir com a ajuntament constitucional a l'any 1822. En un primer moment, va formar part del partit judicial de Comillas. A partir de 1835 va tenir partit judicial propi, però que no abastava la zona de Liébana, cosa que sí que succeeix actualment.
L'abril del 1973 es va anunciar que Electra de Viesgo anava a construir la central nuclear de Santillán, de quatre unitats i una potència de quatre milions de quilowatts, el cost inicial es va calcular en 80 000 milions de pessetes. L'empresa va adquirir 71,6 hectàrees de terreny, en una franja costanera que abasta superfície dels municipis de San Vicente de la Barquera i Val de San Vicente, al costat de l'ancorada de la platja de La Fuente; sobre els penya-segats de Santillán-Boria es va construir una rasa per a realitzar els sondejos previs per a la construcció de la central nuclear en aquest terreny. Es va programar que comencés a exportar energia en 1982, amb una potència de 970 megavats. Finalment, a causa de l'oposició política i social, tant de càntabres com d'asturians, l'empresa elèctrica va abandonar el projecte de manera provisional.

## Localitats
- Abaño.
- La Acebosa.
- El Barcenal.
- Gandarilla.
- Hortigal.
- Los Llaos.
- La Revilla.
- San Vicente de la Barquera (Capital), amb 3.401 habitants en 2006.
- Santillán-Boria.

## Demografia
| 1900  | 1910  | 1920  | 1930  | 1940  | 1950  | 1960  | 1970  | 1980  | 1990  | 2005  |
| ----- | ----- | ----- | ----- | ----- | ----- | ----- | ----- | ----- | ----- | ----- |
| 1.769 | 1.933 | 2.202 | 2.996 | 3.002 | 3.313 | 3.673 | 4.016 | 3.956 | 4.521 | 4.461 |

Font: INE

## Administració
| Eleccions municipals, 22 de maig de 2011 |      |        |          |
| Partit                                   | Vots | %      | Regidors |
| PP                                       | 1353 | 49,61% | 7        |
| PSOE                                     | 505  | 18,52% | 2        |
| PRC                                      | 442  | 16,21% | 2        |
| LU                                       | 193  | 7,28%  |          |
| UBI                                      | 156  | 5,72%  |          |

| Eleccions municipals, 24 de maig de 2015 |      |        |          |
| Partit                                   | Vots | %      | Regidors |
| PP                                       | 1037 | 40,26% | 5        |
| PSC-PSOE                                 | 764  | 29,66% | 3        |
| PRC                                      | 432  | 16,77% | 2        |
| IU-GANEMOS                               | 292  | 11,34% | 1        |

## Barris
- La Barquera: barri que es troba en la zona del port.
- El Poble: és el centre de la vila. Aquí es troben els principals serveis.
- La Barrera: zona que es troba més alta que el poble. Aquí estan els centres d'ensenyament i serveis secundaris.
- El castell: zona alta de la vila on es troben l'església de Santa María dels Àngels i el castell del Rei.
- La platja: zona pròxima a les platges.
- Les calçades: zona residencial als afores del poble.

## Comunicacions i transport
Carreteres
- Autovia A-8: comunica la vila amb les principals ciutats del nord d'Espanya.
- N-634: carretera nacional, discorre paral·lela a la A-8.
- CA-131: carretera comarcal que discorre per tota la costa des de la vila fins a Barreda.
- CA-843: carretera comarcal que comunica la vila amb les altres localitats del municipi cap a l'interior.

Autobusos
La localitat compta amb una estació d'autobusos des de la qual parteixen diverses rutes que la comuniquen amb tot el nord d'Espanya. Hi ha tres companyies principals: ALSA, La Cantàbrica i Palomera.
Tren
El municipi posseeix una estació de tren en la localitat de La Acebosa. Forma part del recorregut Santander-Oviedo de FEVE.
Avió
L'aeroport més pròxim es troba a Santander (60 km). També hi ha altres aeroports pròxims com el de Bilbao i el d'Astúries, tots dos a 160 km.

## Economia
Més de la meitat de la població econòmicament activa es dedica al sector terciari, sent el turisme la seva principal activitat, que pot explotar gràcies a les platges, principalment. A més, és el centre de la part Occidental de Cantàbria en quant a serveis: és la vila amb el cap de partit judicial, comerços i administració. La resta de la població es dedica al sector primari (al voltant del 20%), la construcció (un 18%) i la indústria (gairebé un 7%).

## Personatges cèlebres
- David Bustamante: Cantant, nascut en 1982. Actualment és el personatge més popular del municipi per la seva participació en la primera edició del concurs de TVE Operación Triunfo, en la que va quedar tercer.
- Javier de Ortueta Martínez: Motorista, nascut en 1912.

## Patrimoni
És una de les viles marineres més populars del Cantàbric. Existeixen cinc béns d'interès cultural en el municipi:

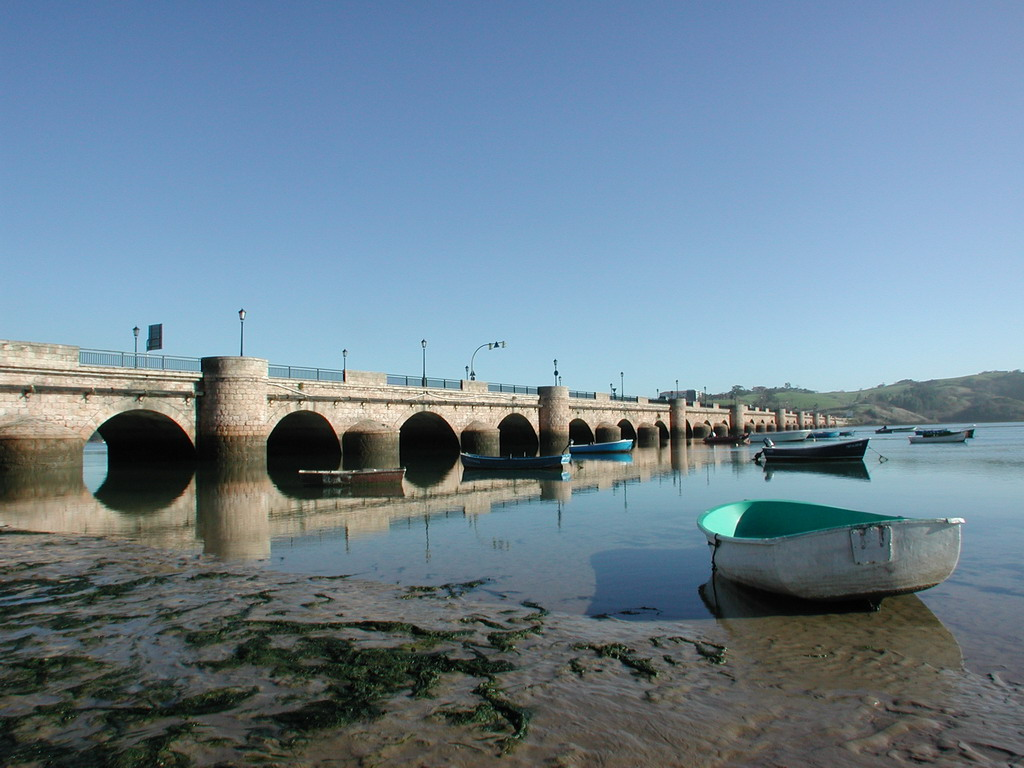
Pont de La Maza sobre la ria de San Vicente de la Barquera

- Església de Santa Maria dels Àngels, monument des de 1931; és un exemple d'arquitectura religiosa gòtica.
- Antic convent de San Luis, monument des de 1992.
- Castell de San Vicente de la Barquera, monument des de 1985.
- La Torre del Preboste, en el centre històric.
- Puebla vieja, conjunt històric des de 1987.

El municipi forma part de la Ruta Lebaniega, que enllaça el Camí de Sant Jaume de la costa amb el Camí Francès; altres municipis d'aquest camí són: Val de San Vicente, Herrerías, Lamasón, Cillorigo de Liébana, Potes, Cabezón de Liébana, Camaleño i Vega de Liébana.
En el municipi, a més es troben, tres béns inventariats:

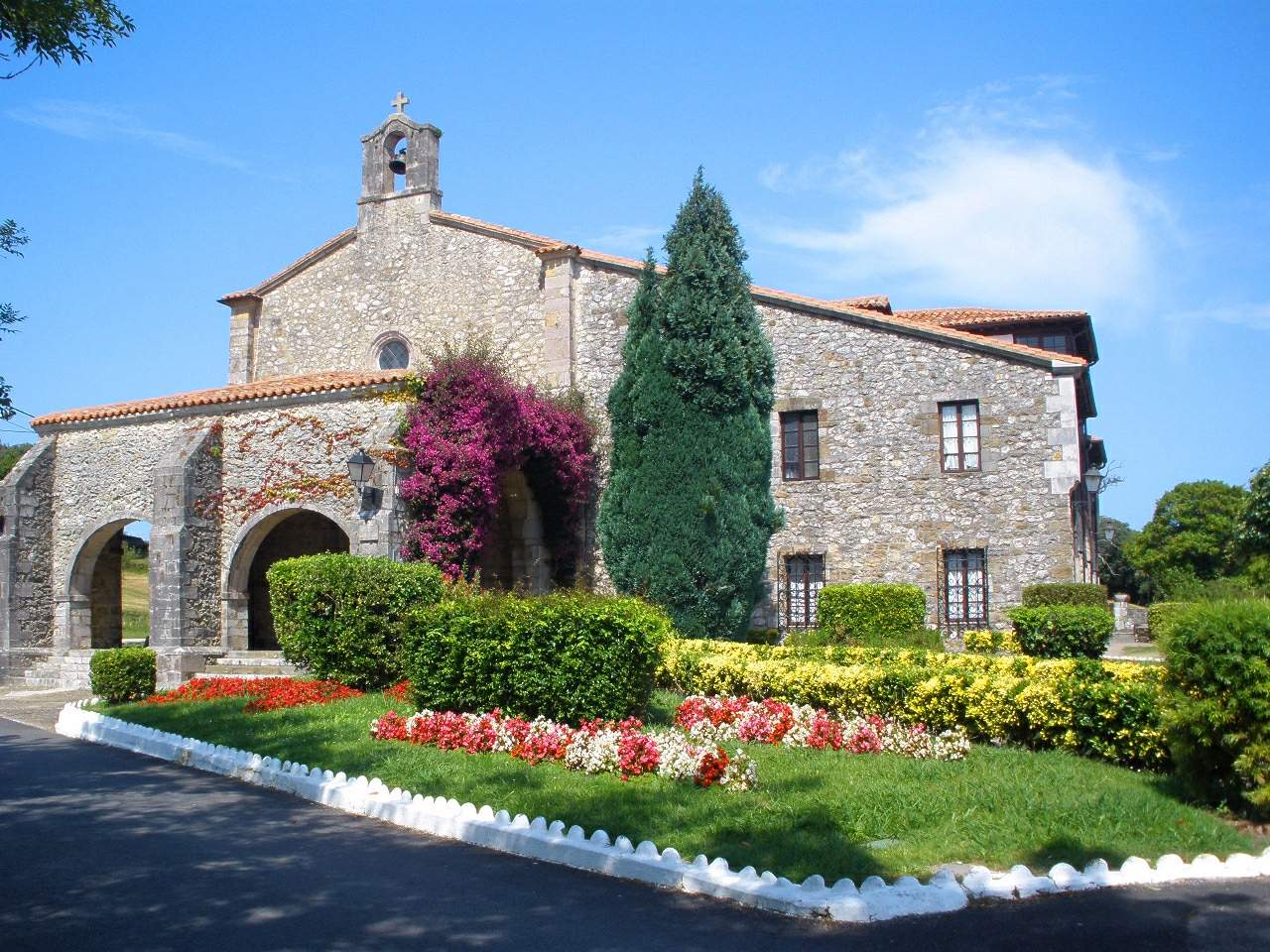
Santuari de la Barquera a San Vicente de la Barquera

- Capella de la Verge de la Barquera, santuari de gran tradició.
- El Lazareto de Abaño.
- El Fuerte de Santa Cruz de Suaz.

Altres punts d'interès són les ruïnes de la casa de los Corros, l'hospital de la Concepción, la torre de Preboste, així com les restes de la muralla i les portes, tot això dins de la Puebla Vieja.

## Naturalesa
Es tracta d'un municipi costaner el principal atractiu natural és el parc natural de Oyambre, espai protegit des de 1988. En els seus 57 quilòmetres quadrats d'extensió caben penya-segats, platges com les de Oyambre o Merón, ries com les de la Rabia i San Vicente de la Barquera, marenys i petits boscos caducifolis mixtos. Les ries i marenys tenen una gran riquesa ornitològica.
Els dos rius del municipi són l'Escudo i el Gandarilla. El riu Escudo neix en la serra de l'Escudo de Cabuérniga i després de travessar Valdáliga entra a San Vicente de la Barquera formant el mareny de Rubín. El riu Gandarilla neix al sud del municipi de San Vicente i forma el mareny de Pombo. S'uneixen creant la ria de San Vicente, situant-se la capital municipal entre totes dues ries.
Les platges són la petita cala de la Font, al costat de Santillán. Després estan les platges de la capital municipal, àmplies i freqüentades a l'estiu: la de la Maza i el Tostadero. En la part aquest del municipi, fins al Cap de Oyambre, està la platja de Merón, de més de tres quilòmetres, dividida en: El Puntal, El Rosal, Merón, Bederna i Penyes Negres. I més enllà es troba la platja de Oyambre.

## Festes
- El 22 de gener, San Vicente Màrtir. Fira ramadera.
- El primer o segon cap de setmana de juliol se celebra el Certamen de la Cançó Marinera, una de les dates més importants del cant coral a nivell nacional.
- El 16 de juliol, El Carmen. Festa marinera. Se celebra en el Barri Pesquer de la vila, amb sardinadas.
- A l'abril o maig (data variable) se celebra la festa més popular del lloc, la Folía, que normalment ses celebra el segon diumenge següent a la Setmana Santa. La Folía és una Festa d'Interès Turístic Nacional.
- El 8 i 9 de setembre, La Barquera i El Mozucu, aquesta última celebració és típic un menjar de sorropotún, plat típic de la vila, a la platja, l'Ajuntament regala als assistents.

## Ciutats agermanades
Pornichet (França)